# 수원신곡초등학교
수원신곡초등학교는 대한민국 경기도 수원시에 있는 공립 초등학교이다.

## 학교 연혁
- 1962. 12. 28 수원신곡국민학교 설립 인가
- 1963. 03. 07 세류국민학교에서 분리, 수원신곡국민학교 개교(11학급)
- 1963. 08. 28 본관 및 부속건물 준공
- 1967. 01. 25 현관 및 동편 상하층 증축 준공
- 1972. 09. 01 동관 전면 4교실 신축 완공
- 1973. 06. 01 정문 설치
- 1975. 09. 08 후문 설치
- 1977. 09. 20 체육장 스탠드 축조
- 1981. 03. 01 수원신곡국민학교 병설유치원 1학급 인가
- 1983. 03. 01 권선국민학교 12학급 분가
- 1983. 11. 07 영어 연구학교 운영 보고회 개최(문교부 지정)
- 1984. 03. 01 영어 연구학교 지정(수워시 교육청)
- 1985. 02. 19 수원남국민학교 1003명 분가
- 1986. 12. 20 야구부 창단
- 1992. 03. 01 73학급 편성, 유치원 1학급
- 1994. 11. 01 수원교육청지정 과학교육 시범운영보고
- 1996. 03. 01 수원신곡초등학교로 학교 명칭 변경
- 1996. 09. 02 다목적실(미래관)준공
- 1997. 05. 01 경기도교육청지정 교과연구중심학교 지정
- 2000. 12. 30 학교 경영 우수교 표창(수원시교육장)
- 2002. 10. 31 특기적성 교육 시범학교 연구보고회(경기도교육청지정)
- 2004. 03. 01 수원신곡초등학교 탁구부 창단
- 2004. 04. 02 제1차 학교 운영위원회 조직
- 2004. 04. 02 제16대 배금상 교장선생님 부임
- 2007. 03. 01 초등52학급, 병설유치원 2학급 편성
- 2007. 03. 01 초등교과특성화학교지정(경기도교육청)
- 2008. 12. 16명품교육 프로그램 인증
- 2008. 12. 16 학생체력 평가제도(PAPS)시범학교 지정운영(경기도교육청)
- 2009. 03. 01 교복투우선지역지원사업운영
- 2009. 12. 31 교과특성화학교 최우수교 표창(경기도교육감)
- 2010. 03. 02 교육복지투자우선지역 지원사업 운영
- 2010. 03. 30 야구 실내 연습장 신축
- 2010. 05. 01 초등보육교실(오후돌봄) 2학급 지정 운영
- 2010. 12. 16 체육교육활동 우수학교 표창(경기도교육청)
- 2010. 12. 31 행복 경영 우수 학교 표창(수원교육지원청)
- 2011. 02. 15 제48회 315명 졸업(총 18,738명)
- 2011. 02. 17 교과 특성화 학교 지정(미술과 디자인-경기도교육청)
- 2012. 02. 17 제49회 307명 졸업(총 졸업생 19,095명)
- 2012. 03. 01 교육복지 우선 지원 사업대상 학교지정(4년차)
- 2012. 03. 01 초등44학급, 유치원2학급 편성
- 2013. 02. 17 제50회 245명 졸업(총 졸업생 19,340명)
- 2013. 03. 01 교육복지 우선 지원 사업 대상 학교 지정(5년차)
- 2013. 03. 01 제17대 최연희 교장선생님 부임
- 2013. 03. 01 초등 41학급, 유치원 3학급, 특수학급 1학급 편성
- 2014. 02. 14 제51회 235명 졸업(총 졸업생 19,575명)
- 2014. 03. 01 교육복지 우선 지원 사업 대상 학교 지정(6년차)
- 2014. 03. 01 초등 40학급, 유치원 3학급, 특수학급 1학급 편성
- 2014. 03. 01 초등보육교실(오후돌봄) 3학급 지정 운영
- 2015. 02. 11 제52회 207명 졸업(총 졸업생 19,782명)
- 2015. 03. 01 교육복지 우선 지원 사업 대상 학교 지정(7년차)
- 2015. 03. 01 초등보육교실(오후돌봄) 3학급 지정 운영

## 참고 자료
- 수원신곡초등학교 - 한국교육학술정보원 학교알리미